# 10 jours encore sans maman
10 jours encore sans maman è un film del 2023 diretto da Ludovic Bernard, sequel di 10 jours sans maman (2020).

## Trama
Dopo il licenziamento da responsabile delle risorse umane, Antoine Mercier è diventato un padre a tempo pieno. Stufo di essere il solo a doversi occupare dei suoi quattro figli, mentre sua moglie è alle prese con la sua carriera di avvocatessa, tira un sospiro di sollievo, quando decide di trascorrere le vacanze con la moglie e i figli in una località montana. Tuttavia, un imprevisto scombina i suoi piani: sua moglie deve ritornare al lavoro, lasciandolo da solo a badare ai figli per altri dieci giorni.